# Campeonato Mundial de Patinaje de Velocidad sobre Hielo de 2007
El CI Campeonato Mundial de Patinaje de Velocidad sobre Hielo se celebró en Heerenveen (Países Bajos) del 9 al 11 de febrero de 2007 bajo la organización de la Unión Internacional de Patinaje sobre Hielo (ISU) y la Real Federación Neerlandesa de Patinaje sobre Hielo.
Las competiciones se realizaron en el estadio Thialf. Participaron en total 48 patinadores de 13 países.

## Resultados

### Masculino
| Evento                        | Oro                                       | Plata                                    | Bronce                                       |
| ----------------------------- | ----------------------------------------- | ---------------------------------------- | -------------------------------------------- |
| 500 m (09.02)                 | Erben Wennemars · Países Bajos · 35,79 s  | Denny Morrison · Canadá · 35,81 s        | Shani Davis Estados Unidos 35,84 s           |
| 1500 m (10.02)                | Erben Wennemars · Países Bajos · 1:45,19  | Denny Morrison · Canadá · 1:45,70        | Enrico Fabris · Italia · 1:45,97             |
| 5000 m (09.02)                | Sven Kramer · Países Bajos · 6:12,97      | Carl Verheijen · Países Bajos · 6:16,16  | Enrico Fabris · Italia · 6:19,10             |
| 10 000 m (11.02)              | Sven Kramer · Países Bajos · 12:49,88 RM  | Carl Verheijen · Países Bajos · 12:55,30 | Eskil Ervik · Noruega · 13:08,92             |
| Clasificación general (11.02) | Sven Kramer · Países Bajos · 147,934 pts. | Enrico Fabris · Italia · 149,043 pts.    | Carl Verheijen · Países Bajos · 149,237 pts. |

### Femenino
| Evento                        | Oro                                           | Plata                                     | Bronce                                |
| ----------------------------- | --------------------------------------------- | ----------------------------------------- | ------------------------------------- |
| 500 m (09.02)                 | Anni Friesinger · Alemania · 38,38 s          | Ireen Wüst · Países Bajos · 38,44 s       | Cindy Klassen · Canadá · 38,68 s      |
| 1500 m (10.02)                | Ireen Wüst · Países Bajos · 1:54,05           | Anni Friesinger · Alemania · 1:55,90      | Christine Nesbitt · Canadá · 1:56,08  |
| 3000 m (10.02)                | Ireen Wüst · Países Bajos · 4:00,28           | Anni Friesinger · Alemania · 4:04,00      | Cindy Klassen · Canadá · 4:05,24      |
| 5000 m (11.02)                | Martina Sáblíková · República Checa · 6:49,31 | Claudia Pechstein · Alemania · 6:59,98    | Ireen Wüst · Países Bajos · 7:01,60   |
| Clasificación general (11.02) | Ireen Wüst · Países Bajos · 158,662 pts.      | Anni Friesinger · Alemania · 160,515 pts. | Cindy Klassen · Canadá · 160,754 pts. |

## Medallero
- Solo se otorgan medallas en la clasificación general.

| Núm. | País         | Oro | Plata | Bronce | Total |
| ---- | ------------ | --- | ----- | ------ | ----- |
| 1    | Países Bajos | 2   | 0     | 1      | 3     |
| 2    | Alemania     | 0   | 1     | 0      | 1     |
| 2    | Italia       | 0   | 1     | 0      | 1     |
| 4    | Canadá       | 0   | 0     | 1      | 1     |
|      | TOTAL        | 2   | 2     | 2      | 6     |